# Ratpenat d'aigua

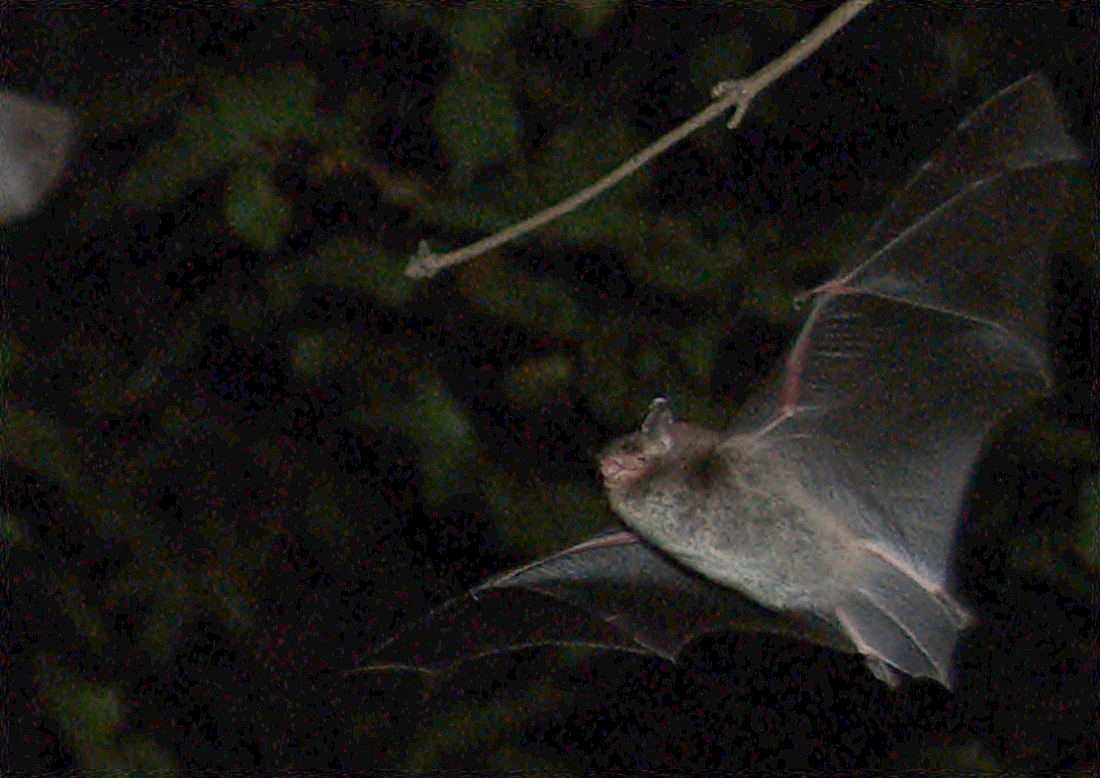
Exemplar fotografiat a Münster (Alemanya).

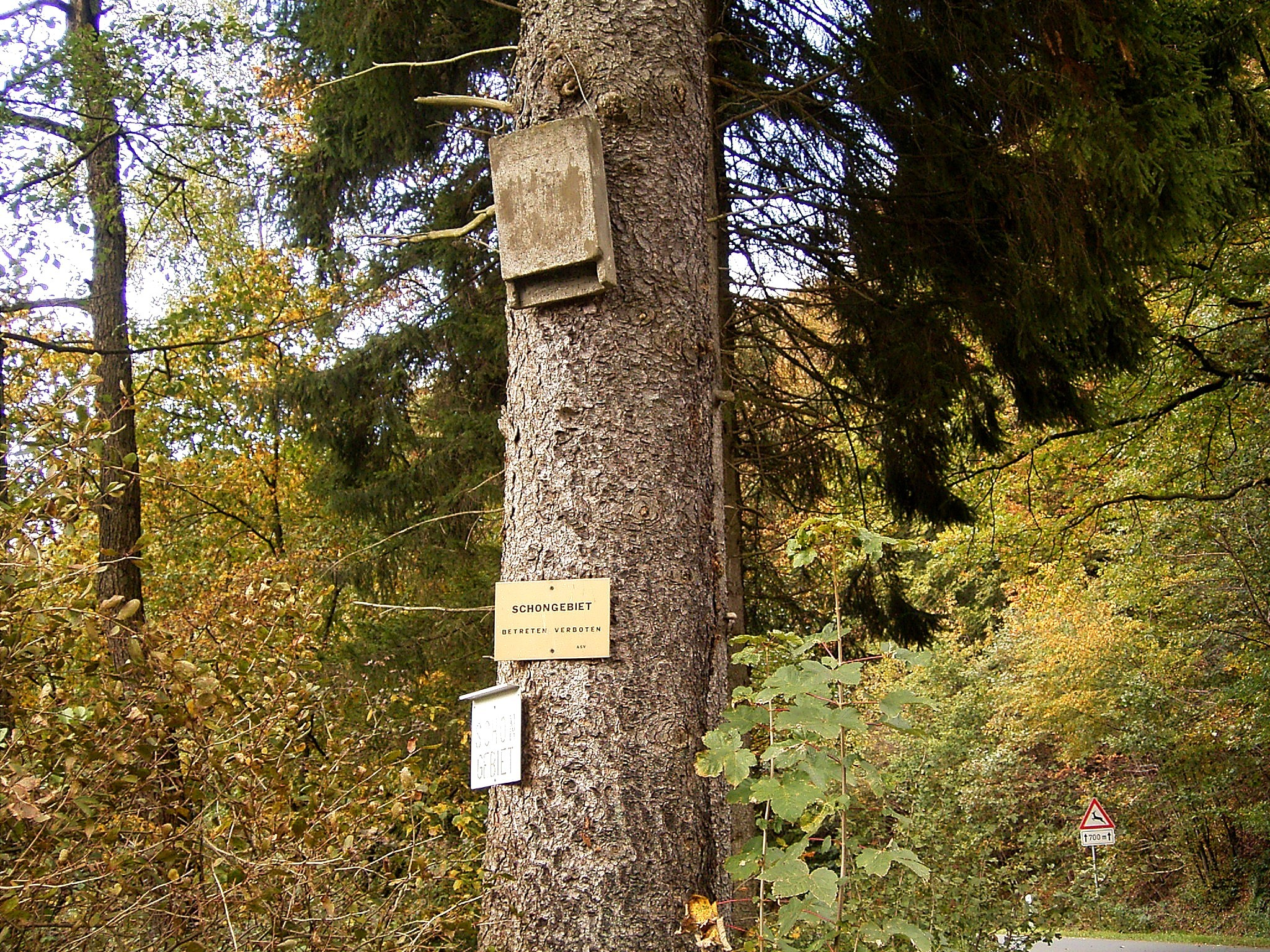
Cau artificial d'un ratpenat d'aigua

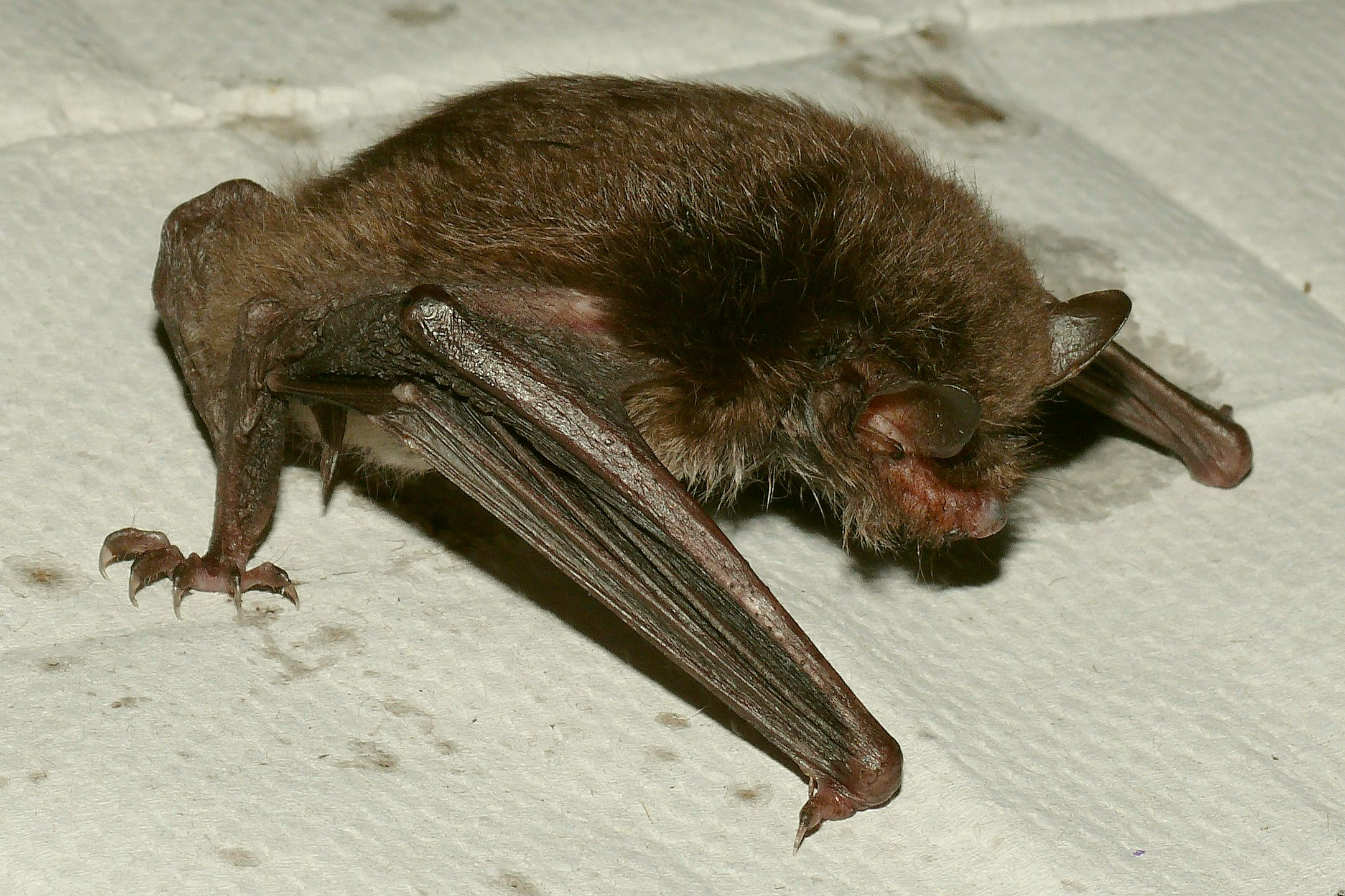
Exemplar ferit

El ratpenat d'aigua (Myotis daubentonii) és un mamífer de l'ordre Chiroptera de la família dels vespertiliònids del gènere Myotis.
Present a tot Europa, a Espanya és una de les tres espècies de ratpenats classificades com «no amenaçada» però és una espècie en perill d'extinció a Alemanya i Àustria..

## Descripció
- És un ratpenat de musell llarg i cònic i orelles curtes, proveïdes d'un tragus recte que no arriba a la meitat del pavelló i que es va estrenyent fins a acabar en punta.
- Els peus són llargs i presenten un esperó que ocupa 3/4 parts de la distància entre el taló i la cua. Pot tenir alguns pèls llargs aïllats al llarg de la vora posterior de l'uropatagi, però no formen mai una franja a nivell de l'esperó com succeeix en el ratpenat de peus grossos.
- El pelatge dorsal és gris marronós o bronze fosc, mentre que el ventral és gris platejat amb alguns reflexos marronosos. La delimitació entre totes dues coloracions sol ser ben marcada. El musell és marró vermellós i les orelles i el patagi, de color marró grisós fosc.
- Dimensions corporals: cap + cos (40-60 mm), cua (27-48 mm), avantbraç (33-41 mm) i envergadura alar (230-275 mm).
- Pes: 5-15 g.

## Hàbitat i distribució
El ratpenat d'aigua està present a tot Europa. Únicament es troba inexistent per sobre de més o menys els 63°N i al sud dels Balcans. A Àsia s'estén per una franja septentrional fins al Pacífic. A Europa és un dels ratpenats més freqüents i abundants.
A Espanya es troba en tota la península, amb la possible excepció de les zones àrides del sud-est, on ha de ser molt estrany trobar-lo. També falta a totes les illes. Com més al sud d'Espanya ens trobem, més escàs és, probablement a causa de la disminució d'hàbitats adequats. Però els llocs on se'n veuen habitualment és a la part septentrional del país.
Aquest ratpenat només habita en zones on hi ha cursos d'aigua permanents o masses d'aigua, com llacs o estanys, que tinguin aigua durant tot l'any. És estrany trobar-lo a més de 2 km de zones amb aigua. Prefereix els rius d'aigües lentes que estan a nivell del mar encara que també és habitual trobar-lo en rius de muntanya; es reprodueix almenys fins als 1.100 m, però també s'han trobat individus no reproductors a 1.500 m. A l'hora d'alimentar-se se situa a les zones del riu on l'aigua forma una làmina i no hi ha obstacles com pedres o bé aigües més ràpides que trenquen la làmina. Prefereixen evitar els llocs oberts, urbanitzats i/o il·luminats.
Els M. daubentonii són animals que hibernen, el període d'hibernació comença vers la fi de setembre o principi d'octubre. Alguns llibres indiquen que els primers a arribar als refugis d'hibernació són els mascles, però alguns altres indiquen que són les femelles. Els refugis d'hibernació poden ser molt variats, seleccionen un lloc on la temperatura oscil·la entre els 3 °C i 8 °C. Amb freqüència es troben individus solitaris a esquerdes, però també en grans grups que pengen del sostre. També se n'han trobat a 60 cm de profunditat entre roques de coves. Ocasionalment poden hibernar amb altres espècies de ratpenats.
Aquesta espècie de rat penat no té cap depredador que els caci específicament, però si que són presa de caçadors oportunistes, entre els quals es troba el més freqüent: el gat domèstic (Felis catus).

## Alimentació
Se'l classifica com a caçador oportunista, ja que no s'alimenta d'espècies d'insectes concretes sinó que quan en troba algun se'l menja. A Espanya no se n'han fet estudis sobre l'alimentació, però a Escòcia se n'han fet alguns que han mostrat que a part d'insectes voladors també cacen, a partir d'una tècnica anomenada «pesca», larves de mosquit, petits crustacis i fins i tot algun peix petit.
Quan cacen, volen molt a prop de l'aigua normalment a menys d'1 m d'altura i poden utilitzar dos tipus diferents de cacera: l'aèria, la qual utilitzen quan cacen insectes voladors, i la «pesca», en la qual volen arran d'aigua fins que detecten la presa (entre 1 i 2 m de distància) i comencen la fase d'aproximació en la que frenen una mica la velocitat de vol. Quan estan a menys de 20 cm de distància de la presa despleguen les cames i l'uropatagi que forma com una xarxa; si la presa està sobre de l'aigua la capturen amb l'uropatagi, i si es troba a dins introdueixen els peus uns breus instants i la posen a l'uropatagi. Una vegada atrapada la presa acosten l'uropatagi al cap i se la mengen durant el vol i immediatament retornen a la fase de recerca. La tècnica de caça aèria és similar però la fase d'aproximació és cap amunt, la frenada que fan és més pronunciada y la caça es realitza a l'uropatagi a vegades amb l'ajuda d'una ala. S'ha pogut saber que a principis d'estiu cacen més amb la tècnica aèria i posteriorment predomina la caça amb la tècnica de pesca.

## Reproducció
La reproducció d'aquests animals es produeix dintre dels refugis d'hibernació entre els mesos d'octubre i novembre on copulen. L'ovulació i fecundació es produeixen a la primavera. Pareixen només una sola cria a l'any entre els mesos de juny i juliol. Per donar a llum a les cries les femelles es col·loquen en colònies compostes gairebé totalment per femelles. El nombre d'individus varia entre 10 i més de 100. Les colònies més petites se situen en refugis més petits com forats als arbres, fissures de roques o petites esquerdes d'edificis; les més nombroses se situen en cavitats més amplies. Les colònies més grans són fidels al lloc on estan ubicades, en canvi les més petites varien constantment. Es creu que és per culpa d'estar més exposades als predadors. En qualsevol cas sempre es troben a prop de l'aigua. Al sistema ibèric al final de juliol les femelles estan acabant de deslletar les cries que ja tenen la mida d'un adult i ja volen perfectament.

## Subespècies
- Myotis daubentonii daubentonii Kuhl, 1817
- Myotis daubentonii chasanensis Tiunov, 1997
- Myotis daubentonii loukashkini Shamel, 1942
- Myotis daubentonii nathalinae (Tupinier, 1977)
- Myotis daubentonii petax (Hollister, 1912)
- Myotis daubentonii ussuriensis (Ogniov, 1927)
- Myotis daubentonii volgensis (Eversman, 1840)[1]

## Espècies semblants
- El ratpenat de peus grossos és una mica més gros i presenta una franja de pèls a l'esperó.
- En la resta de ratpenats del gènere Myotis l'esperó és més curt: ocupa la meitat de la distància entre el peu i la cua.